# Iryna Herashchenko
Iryna Ihorivna Herashchenko (en ucraniano: Ірина Ігорівна Геращенко, Kiev, 10 de marzo de 1995) es una deportista ucraniana que compite en atletismo, especialista en la prueba de salto de altura.
Participó en tres Juegos Olímpicos de Verano, obteniendo una medalla de bronce en París 2024, en la prueba de salto de altura, el décimo lugar en Río de Janeiro 2016 y el cuarto en Tokio 2020.
Ganó una medalla de bronce en el Campeonato Europeo de Atletismo de 2024 y una medalla de plata en el Campeonato Europeo de Atletismo en Pista Cubierta de 2021.
Cursó Estudios Deportivos en la Universidad Nacional de Educación Física y Deporte de Ucrania.

## Palmarés internacional
| Juegos Olímpicos                     | Juegos Olímpicos | Juegos Olímpicos  | Juegos Olímpicos |
| Año                                  | Lugar            | Medalla           | Prueba           |
| ------------------------------------ | ---------------- | ----------------- | ---------------- |
| 2024                                 | París (Francia)  | Medalla de bronce | Salto de altura  |
| Campeonato Europeo                   |                  |                   |                  |
| Año                                  | Lugar            | Medalla           | Prueba           |
| 2024                                 | Roma (Italia)    | Medalla de bronce | Salto de altura  |
| Campeonato Europeo en Pista Cubierta |                  |                   |                  |
| Año                                  | Lugar            | Medalla           | Prueba           |
| 2021                                 | Toruń (Polonia)  | Medalla de plata  | Salto de altura  |